# På rymmen från rikedomarna
På rymmen från rikedomarna är en serie/berättelse, skriven av Carl Barks, med Joakim von Anka, Kalle Anka och knattarna som huvudpersoner.

## Handling
Joakim drabbas av stress och sjuknar till av allt prat om pengar och aktier. Han blir helt plötsligt tokig och börjar att "pipa" en stund och hoppar runt som en ekorre så fort folk nämner ordet "pengar".
Hos doktorn får han veta att det enda som kan bota honom är om han reser i väg någonstans där man aldrig har hört talas om pengar. Han, Kalle Anka och knattarna reser till en dal i Himalaya kallad Tralla-La, där folket aldrig har hört talas om rikedomar och pengar.
Ett paradis för Joakim som med sig på resan har en väska full med medicin i glasflaskor. På vägen mot dalen så kastar Joakim ut en kapsyl ur planet, som sedan hittas av en av invånarna i dalen. När bonden får veta att han får behålla kapsylen, blir alla helt plötsligt avundsjuka och vill också ha, vilket i sin tur vänder hela dalen upp-och-ner. När Joakim väl hjälper till, mot sin vilja och för hälsans skull, så blir alla galna, dalen försämras, och ankorna riskerar att fängslas och straffas.
Ett avsnitt av Duck Tales var baserad på denna serie. Skillnaden var att man bytte ut Kalle mot en av seriens egna figurer; Fenton Spadrig.
Don Rosa gjorde en uppföljare, som publicerades i Sverige för första gången 1991 i Kalle Anka & C.o. Där visades det sig att Tralla-La egentligen var Kublai Khans Xanadu och att det dolde sig en gömd skattkammare i botten av dalens stora sjö.